# Люча
Лю́ча — село Косівського району Івано-Франківської області. Розташоване в масиві Покутсько-Буковинські Карпати, на північно-східному вигині Карпатської дуги, за 21 км від Коломиї.

## Історія
Перша письмова згадка про село припадає на 4 березня 1437 року. У податковому реєстрі 1515 року документується 6 ланів (близько 150 га) оброблюваної землі. 
Село росло разом зі збільшенням попиту на сіль і деревину із навколишніх лісів. Основу господарської діяльності селян тих часів становило солеваріння та лісозаготівля. В селі діяли три криниці із соляною ропою — «соровицею». Селяни ще займались скотарством і землеробством. 
В роки боротьби УПА проти радянських окупантів лючани брали активну участь у повстанні, багато навіть нe причетних до УПА було вивезено до Сибіру, де утримувалися в тюрмах десятки років. Багато так і нe повернулися, однак серед лючан знайшлася пара продажних зрадників. Не за добре слово «допомагали» органам держбезпеки в боротьбі проти українських повстанців Михайло Бойчук з дружиною Анастасією Шапошниковою[джерело?]. У їхній «гостинній» хаті завжди був під рукою принесений чекістами спецпрепарат для підсипання до їжі підпільникам. Паралізуючої отрути подружня пара для повстанців не шкодувала.

## Присілки
Природні умови гірського рельєфу і вільне розташування садиб сприяли утворенню чисельних житлових груп, що дістали статус присілків, або кутків, зі своєю окремою назвою. Сьогодні Люча має їх 23: Рушір, Нижні і Вижні Лази, Бачулець, Верх, Ґлоди, Петрятин, Баньки, Мочіра, Пістинь, Мочіри, Ґрейнарівка, Підплита, Депутат, Царина, Дуброва, Медвежа, Підкичера, Гора Підрункова, Гора Піджбирна, Долішній і Горішній Кут, Центр. 

## Пам'ятки, природні об'єкти
- Церква Вознесіння Христового;
- Пам'ятний знак про знесення панщини;
- Символічна могила Борцям за Волю України;
- Каплиця на честь Незалежності України, Каплиця Божої Матері, Біла каплиця, Червона каплиця, Каплиця На Завою, Каплиця на Долішньому Куті, Каплиця у Рушорі, Каплиця у Нижніх Лазах, Священича резиденція;
- Пам'ятник битви УПА з москалями;
- Пам'ятник воякам УПА Михайлові Лисишину та Петрові Полюку;
- Мала церква Св. Покрови на полонині Ґрошет;
- Рушірський водоспад (висота падіння — 4 м);
- Водоспад «Під Пугачівкою» (штучний, висота — 6 м);
- Водоспад Лючі (втрачено).

## Церква Вознесіння Христового
Храм побудований в 1844 році, освячений в 1846 році. Використовується парафією УГКЦ. 
Церква зрубна, хрестопдібна в плані, з квадратною навою та вузькими боковими раменами, складена з колод. Опасання церкви лежить на вінцях зрубів. Нава має восьмигранну основу на якій розташована шатроподібна баня з ліхтарем та маківкою. Бокові зруби мають високі двоскатні дахи, які досягають половини восьмигранної частини нави. Церква має довгий широкий бабинець. Стіни над опасанням, дахи були перекриті бляхою, стіни під опасанням мають вигляд відкритого зрубу. До церкви прибудовані ризниці. В церкві зберігся пишний різьблений іконостас. Інтер'єр прикрашає живопис, датований XIX ст.

## Відомі люди
Ґеник-Березовський Юліан Михайлович — український мовознавець. Професор кафедри української мови Яґеллонського університету в Кракові.